# Miapetra Kumpula-Natri

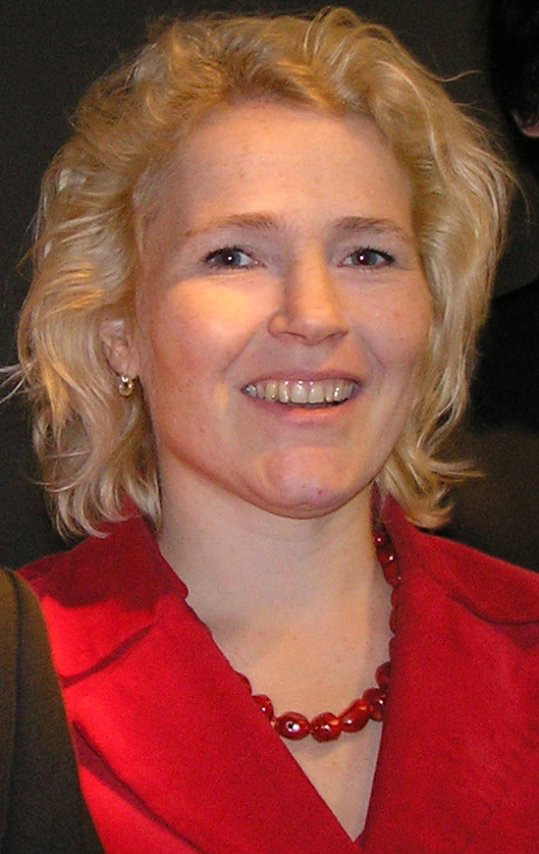
Miapetra Kumpula-Natri

Miapetra Kumpula-Natri (* 19. Mai 1972 in Vaasa) ist eine finnische Politikerin der Sozialdemokratischen Partei Finnlands.

## Leben
Seit der Europawahl in Finnland 2014 ist Kumpula-Natri Abgeordnete im Europäischen Parlament. Dort ist sie Mitglied im Ausschuss für Industrie, Forschung und Energie, in der Delegation im Ausschuss für parlamentarische Kooperation EU-Moldau und in der Delegation in der Parlamentarischen Versammlung EURO-NEST.